# Mick Clavan
Mathijs Clavan, plus connu sous le nom de Mick Clavan (né le 11 mars 1929 à La Haye aux Pays-Bas, et mort le 11 juillet 1983) est un joueur de football international néerlandais, qui évoluait au poste de milieu de terrain.

## Biographie

### Carrière en sélection
Avec l'équipe des Pays-Bas, il joue 27 matchs (pour 7 buts inscrits) entre 1948 et 1965. 
Il joue son premier match en équipe nationale le 26 mai 1948 contre la Norvège et son dernier le 26 janvier 1965 contre l'équipe d'Israël.
Il participe aux Jeux olympiques de 1948 et de 1952. Lors du tournoi olympique de 1952, il joue un match contre le Brésil.

## Palmarès
ADO La Haye
- Coupe des Pays-Bas :
  - Finaliste : 1958-59 et 1962-63.